# Rùa báo
Rùa báo (danh pháp hai phần: Stigmochelys pardalis) là một loài rùa lớn thuộc họ Rùa cạn được tìm thấy trong các thảo nguyên của miền đông và miền nam châu Phi từ Sudan tới Mũi Hảo Vọng phía Nam. Nó là thành viên duy nhất của chi Stigmochelys, nhưng trong quá khứ nó thường được gộp vào trong chi rùa Geochelone. Tên gọi rùa báo xuất phát từ họa tiết trên mai của chúng như hoa văn của lông báo hoa mai.

## Đặc điểm
Loài này thích môi trường sống bán khô cằn, gai góc với những vùng đồng cỏ, mặc dù một số con rùa báo đã được tìm thấy tại các khu vực mưa nhiều hơn. Trong cả hai thời tiết rất nóng và rất lạnh, chúng có thể ở trong hang bị bỏ rơi của cáo, chó rừng, hoặc thú ăn kiến. Loài rùa này không đào hang mà chỉ có thể khoét lỗ đẻ trứng. Không có gì đáng ngạc nhiên, với xu hướng của nó đối với môi trường sống đồng cỏ, nó di chuyển rộng khắp trên cỏ hỗn hợp. Nó cũng ưa thích cây mọng nước và cây tật lê, và (trong điều kiện nuôi nhốt) trái của cây xương rồng lê gai ("Opuntia sp.). Loài rùa này thường sống từ 80 đến 100 năm.

## Hình ảnh

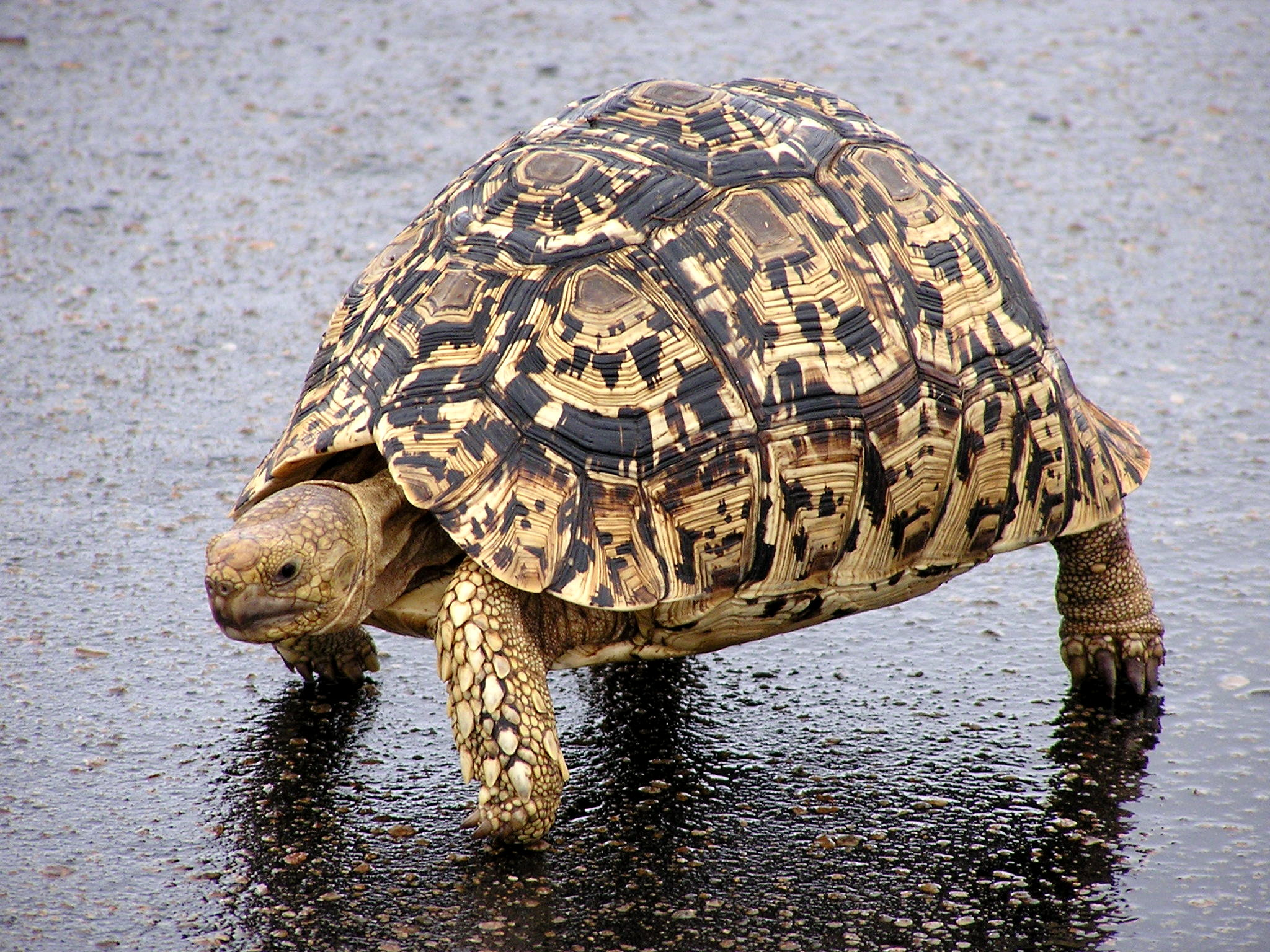
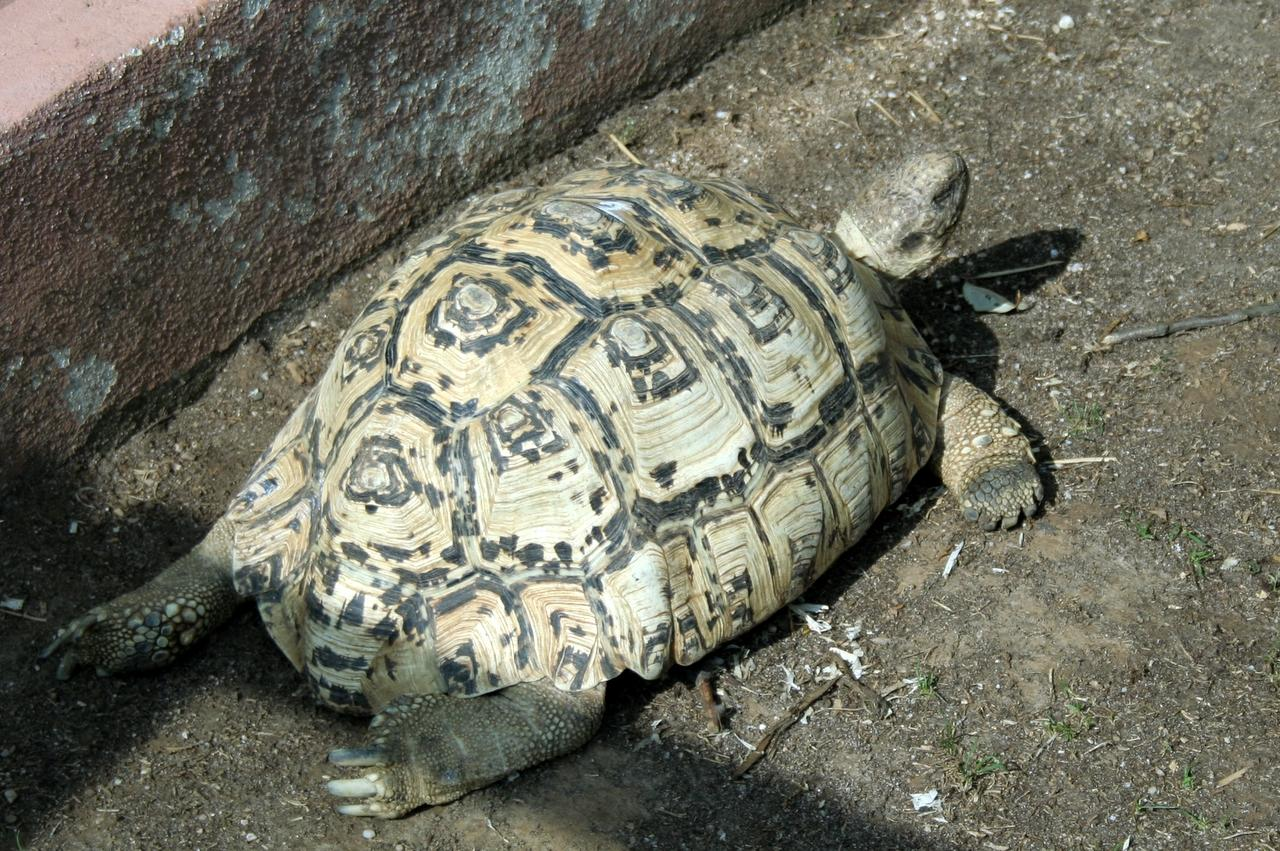
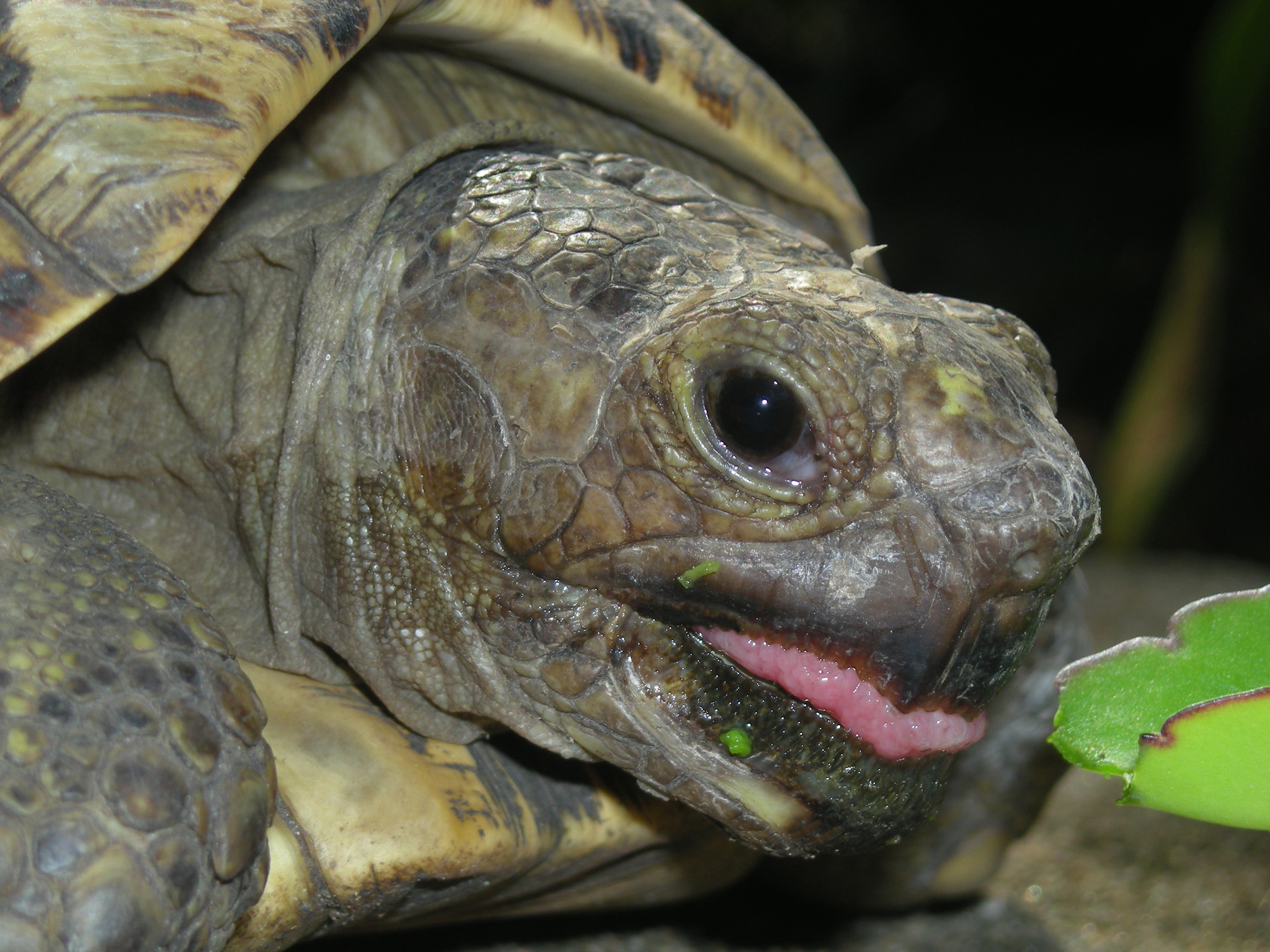
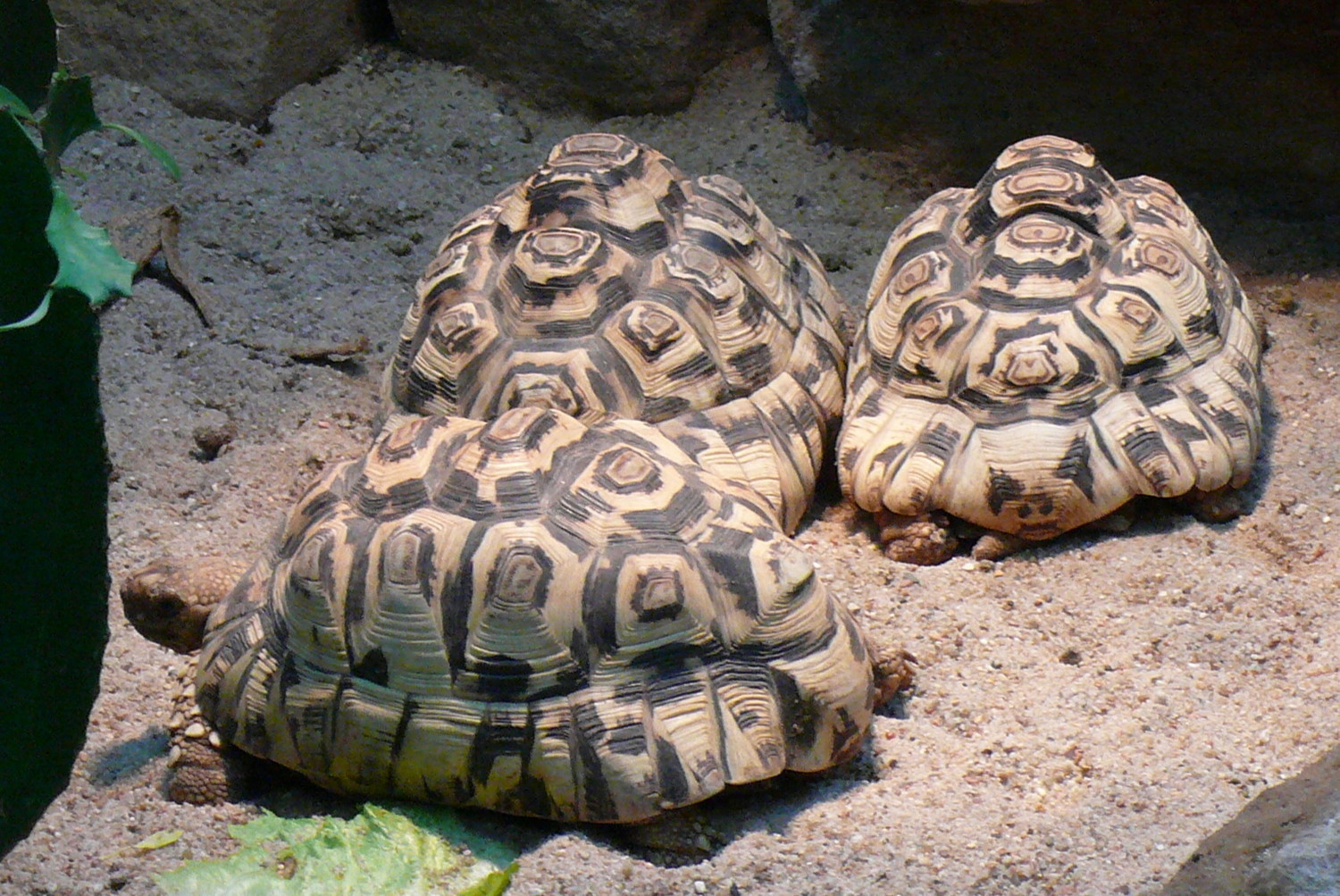

- Tập tin:Leopard Tortoise (Stigmochelys pardalis) grazing... (32682322711).jpg